# La Unión Zaragoza
La Unión Zaragoza es una comunidad en el Municipio de Santa Inés de Zaragoza en el estado de Oaxaca. La Unión Zaragoza está a 1900 metros de altitud. 

## Geografía
Está ubicada a 17° 9' 56.88" latitud norte y 97° 4' 25.68" longitud oeste.

## Población
Según el censo de población de INEGI del 2010: la comunidad cuenta con una población total de 252 habitantes, de los cuales 134 son mujeres y 118 son hombres. Del total de la población 80 personas hablan alguna lengua indígena.

## Ocupación
El total de la población económicamente activa es de 87 habitantes, de los cuales 62 son hombres y 25 son mujeres.